# منق
مِنق (أو مِنَغ كما يلفظها أهلها) قرية سوريّة تتبع محافظة حلب، منطقة أعزاز، ناحية مركز أعزاز، تقع على بعد يبلغ 35 كم شمال مدينة حلب قريباً من الحدود مع تركيا. بلغ تعداد سكانها 10000 نسمة بحسب التعداد السكاني للمكتب المركزي للإحصاء لعام 2004م، وبها قاعدة منغ الجوية العسكرية، والمسجد العمري بها هو أحد أهم معالم البلدة، ويدين جميع سكانها بالإسلام.اكبر عائلة تقيم فيها عائلة حجازي 

## اسم القرية
الاسم الرسمي بحسب السجلات الإدارية هو«منق» كما أنها تشتهر باسم ثانٍ هو «منغ» كاسم غير رسمي.

## التعداد
بلغ تعداد سكانها 2,128 نسمة في توثيق إحصاء 2004م.
وفي تقرير حالة السكان 2014م على الموقع الرسمي المكتب المركزي للإحصاء بسوريا، سجلت ناحية إعزاز بمحافظة حلب 40574 نسمة تشمل منق وكل القري والنواحي بها.
بحسب الكود رقم: 0247 (N.C) المثبت على مدخل القرية من قبل بلدية منق، فإن تعداد السكان قد بلغ 10,442 نسمة، بدون تحديد سنة المسح. [بحاجة لمصدر]

## الموقع والأهمية الإستراتيجية
تقع قرية مِنق بمنطقة إستراتيجية شمال سوريا على الحدود مع تركيا، وتضم قاعدة جوية عسكرية تحمل اسمها هي قاعدة منغ الجوية العسكرية، والتي تُسمى أيضاً باسم: «مطار منغ».
مطار منغ هو أحد أهم المطارات العسكرية بالريف الشمالي، مساحته 8 كم2، ويبعد عن الحدود التركية حوالي 15 كم.